# 50 Cassiopeiae
50 Cassiopeiae é uma estrela na direção da constelação de Cassiopeia.